# 澳門刑法典
澳门刑法典是澳门一部規範刑事訴訟活动以及審理澳門刑事案件的法律依據。葡屬澳门時期，當地使用1886年通過的《葡萄牙刑法典》審判刑事案件。1982年，葡萄牙制定新刑法典，但澳门依舊沿用1886年的刑法典。1995年11月18日，末任澳門總督韋奇立批准《澳门刑法典》，并以第58/95/M号法令公布。1996年1月1日起，澳門刑法典开始生效。